# Tourada à corda

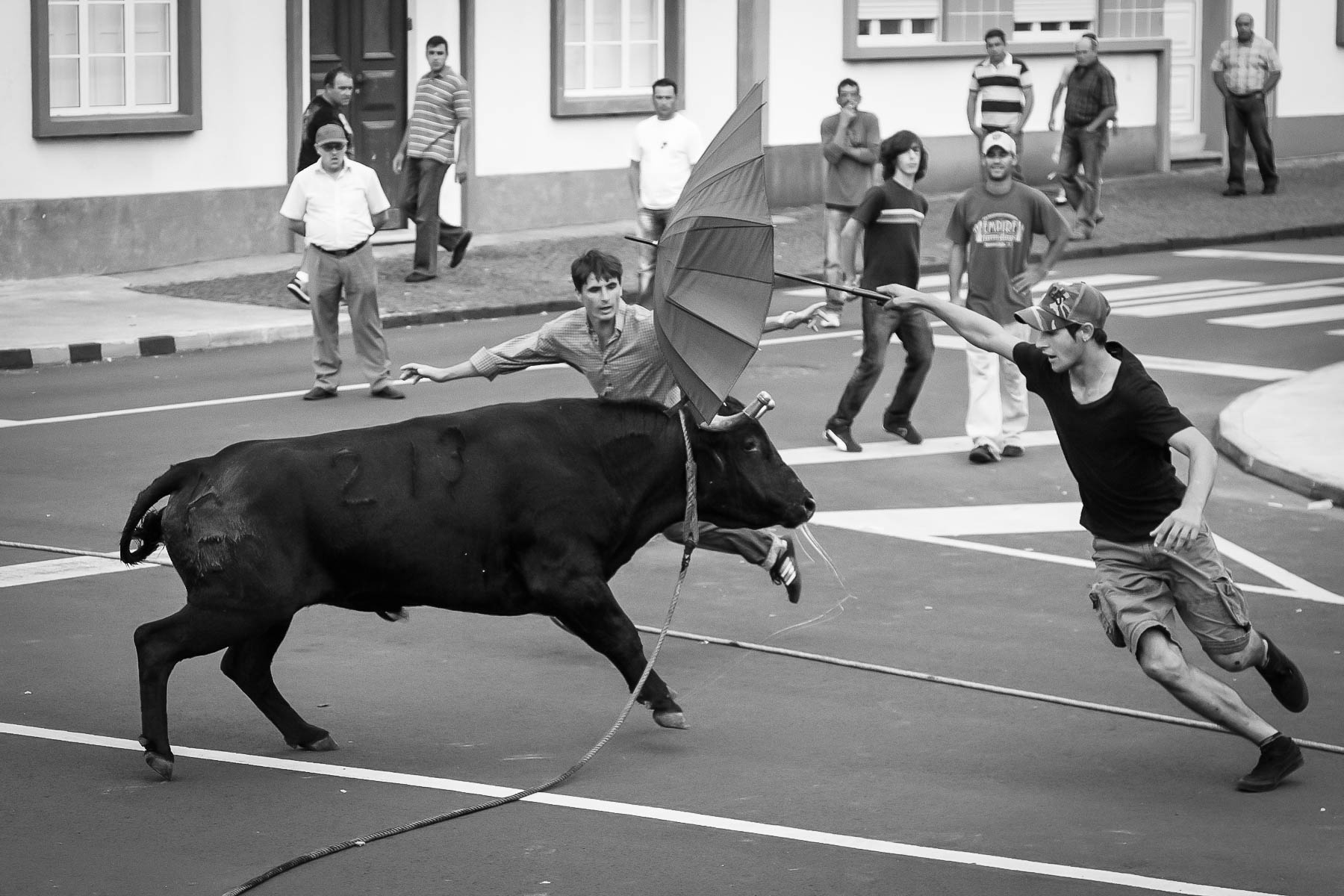
Azoreanisches Volksfest: Tourada à corda 2010

Die Tourada à corda, auch Toirada à corda oder Corrida de touros à corda, ist eine Form des Stierkampfs, die auf den zum portugiesischen Archipel der Azoren gehörenden  Inseln zur Tradition gehört.
Die weitaus meisten Kämpfe – im Jahr etwa 200 – finden auf  Terceira statt, in geringerem Umfang auf den Inseln São Jorge, La Graciosa und einige wenige Kämpfe auf  Pico.  Im Gegensatz zu der spanischen Form des Stierkampfes und dem (auch auf Terceira praktizierten) portugiesischen Stierkampf in der Arena wird der Stier dabei weder verletzt noch während des Kampfes oder danach getötet.
Die Stierkämpfe finden von 1. Mai bis 15. Oktober abends statt. Die erste registrierte Tourada wurde im Jahr 1622 aus Anlass der Kanonisierung der Heiligen Franz Xaver und Ignatius von Loyola gefeiert.
Die Stiere werden in hölzernen Transportkisten angeliefert, die auf einer Seite eine Luke haben, die es erlaubt, dem Stier ein Seil um die Hörner zu legen. Auf der anderen Seite befindet sich der Zugang für den Stier.
Eine Feuerwerksrakete zeigt an, dass ein Stier aus der Transportkiste gelassen wurde. Ein zweiter Schuss nach der üblichen Kampfzeit zeigt an, dass der Stier wieder in der Kiste ist. Ein Schuss vorher bedeutet, dass sich der Stier vom Seil losgemacht hat und nun frei durch den Ort zieht.
Sechs Mascados da corda (Seilhüter) halten den Stier an einem langen, um die Hörner des Stiers gewundenen Seil und sollen einerseits verhindern, dass sich der Stier aus dem Gebiet der Veranstaltung entfernt. Andererseits sollen sie das Schlimmste verhüten, wenn er auf Umstehende losgeht. Oft wird der Stier in der Ortsmitte, zum Beispiel auf dem Marktplatz, losgelassen. Mutige provozieren das Tier, oft mit einem Regenschirm. Nicht selten wird ein zu viel Wagender zwischen die Hörner genommen. Die Zuchtstiere, zuweilen prämiert, sind im Stande, hohe Barrieren zu überwinden. Sicherheitsbedürftige sollten sich außerhalb des Aktionsradius aufhalten. Hauseingänge und Fenster werden mit improvisierten Verschlägen gesichert. Die Behörden sind dazu übergegangen, Anmelde- und Sicherheitsregeln zu erlassen.
Nach dem Kampf kommt der Stier wieder auf die Weide und soll im Fall eines erneuten Einsatzes eine Erholungszeit von mindestens acht Tagen erhalten.